# 우현주
우현주(1986년 2월 2일 생 ~)는 대한민국의 성우이다. 2009년 KBS 34기로 입사했으며 한국방송 성우극회 소속이다.

## 주요 출연작품

### 애니메이션
- 미아 앤 미 (KBS Kids) - 에일라

### 영화
- 노트북 (KBS) - 간호사 (르네 앰버) / 듀크의 딸(낸시 드 마요)

### 방송
- 동물의 왕국 (KBS) - 데비 해리스 / 타라 블랙 모어

### 게임
- 엔들리스 레전드 - 교단 / 아덴트 마술사 / 메인 트레일러 (DUST TO DUST)
- 더 워킹 데드 시즌1 - 릴리 / 클레멘타인 엄마